# Amphiura hinemoae
Amphiura hinemoae är en ormstjärneart som beskrevs av Ole Theodor Jensen Mortensen 1924. Amphiura hinemoae ingår i släktet Amphiura och familjen trådormstjärnor. Inga underarter finns listade i Catalogue of Life.